# Staw Kunowski (gromada)
Staw Kunowski – dawna gromada, czyli najmniejsza jednostka podziału terytorialnego Polskiej Rzeczypospolitej Ludowej w latach 1954–1972.
Gromady, z gromadzkimi radami narodowymi (GRN) jako organami władzy najniższego stopnia na wsi, funkcjonowały od reformy reorganizującej administrację wiejską przeprowadzonej jesienią 1954 do momentu ich zniesienia z dniem 1 stycznia 1973, tym samym wypierając organizację gminną w latach 1954–1972.
Gromadę Staw Kunowski z siedzibą GRN w Stawie Kunowskim utworzono – jako jedną z 8759 gromad na obszarze Polski – w powiecie opatowskim w woj. kieleckim, na mocy uchwały nr 13f/54 WRN w Kielcach z dnia 29 września 1954. W skład jednostki weszły obszary dotychczasowych gromad Staw Kunowski, Rudnik i Bór Kunowski zniesionej gminy Kunów w powiecie opatowskim oraz miejscowość Łąki Godowskie z dotychczasowej gromady Godów ze zniesionej gminy Rzepin w powiecie iłżeckim. Dla gromady ustalono 14 członków gromadzkiej rady narodowej.
31 grudnia 1959 gromadę Staw Kunowski przeniesiono do powiatu iłżeckigo, gdzie jednocześnie została zniesiona, a jej obszar włączony do gromady Brody.